# Aguardente Solar de Blumenau
Fundada em Blumenau, em 1949 pelo Engenheiro Henrique Hacker , importador de máquinas e equipamentos e turbinas elétricas. O fundador era engenheiro formado na Alemanha e ajudou na construção e projeto da Usina Hidrelétrica Paulo Afonso I, construção de estações de energia em Blumenau e muitas outras cidades. 
A partir de 2019 passou para o controle da Destilaria Sapucaia, de Pirassununga/SP, onde são mantidos os mesmos processos e critérios de produção tradicionais da marca.

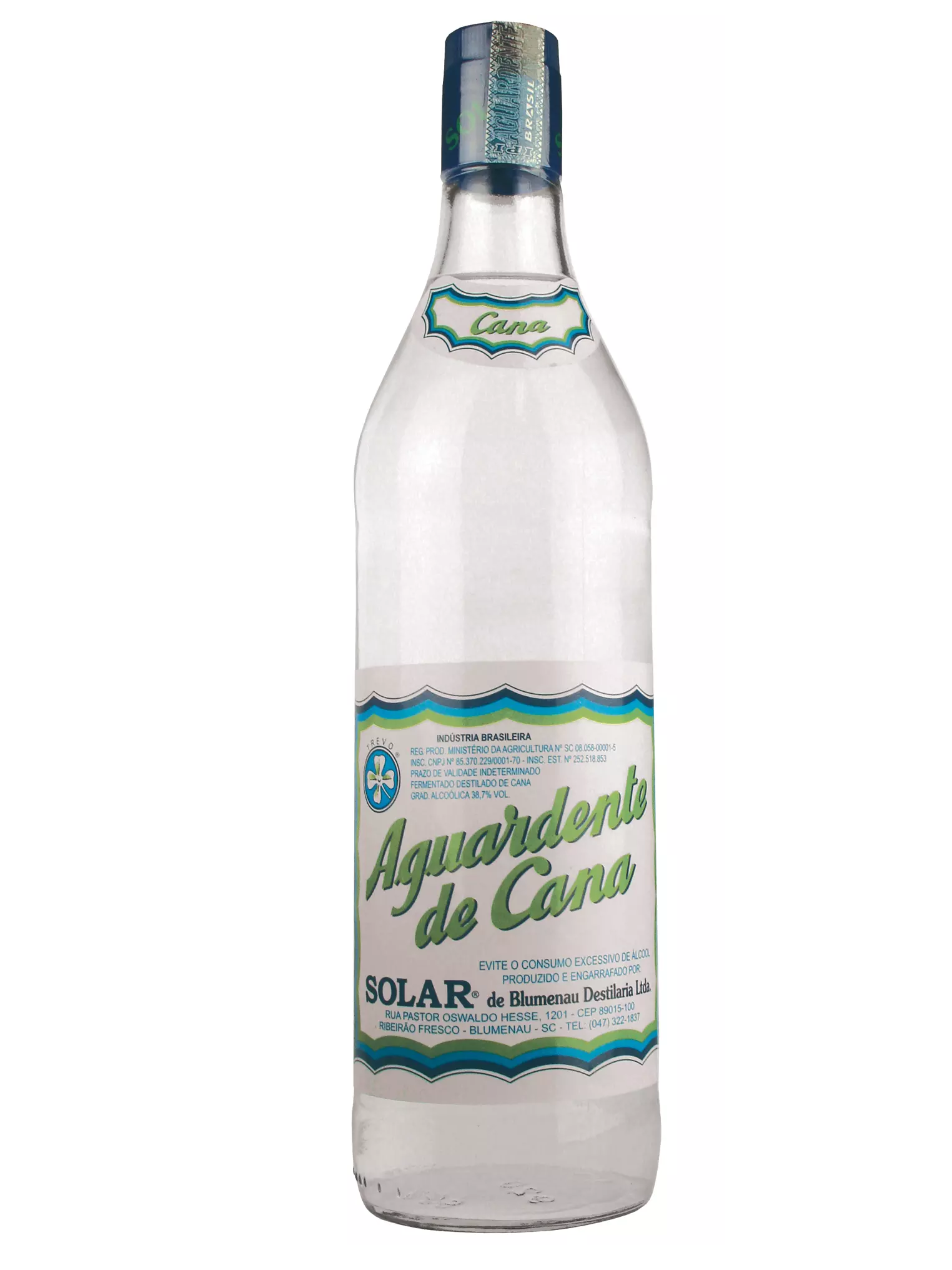
Foto de Garrafa de Bebida

## Produtos
As aguardentes são produzidas em alambiques artesanais  e tem 2 produtos mais conhecidos:
Aguardente de Cana Solar - Aguardente de Cana Bidestilada , produzida nos moldes catarinenses.
Aguardente Composta com Agrião - Receita antiga da familia Hacker, unica no brasil
Sao ainda fabricantes da Cachaça Trevo e Aguardente de Melado Purita, ambas marcas registradas.
Indicada como uma das melhores cachaças brancas do Brasil pelo ranking da Revista Vip de junho de 2011.

Premiada no concurso Rabo de Galo de 2023, realizado na feira Bar Convent São Paulo.